# Закон о национальной политике в области окружающей среды
Закон о национальной политике в области окружающей среды (англ. National Environmental Policy Act, NEPA) — один из законодательных актов США в сфере охраны окружающей среды, утвержденный Советом по качеству окружающей среды при президенте. Был подписан президентом Ричардом Никсоном 1 января 1970 года. Данный закон — один из первых шагов в развитии экологической политики США, который также называют как «экологическая хартия вольностей».
Наиболее важным результатом принятия данного закона стало требование подготовки исполнительными органами власти оценки воздействия на окружающую среду (ОВОС) и отчёта о воздействии на окружающую среду. Эти отчеты предполагают оценку потенциальных экологических последствий деятельности государства. Данный закон не распространяется на Президента, Конгресс и федеральных судей.

## История
Разлив нефти 1969 года в Санта-Барбаре стал предпосылкой создания данного закона, обратив внимание общественности к вопросам охраны окружающей среды.
Ещё одной предпосылкой создания закона стали «шоссейные бунты» 1960-х годов, причиной которых стало разрушение огромных площадей экосистем и сообществ при строительстве системы межштатных автомагистралей США.
После принятия закона, он должен был применяться к любому крупному проекту, будь то на федеральном уровне, уровне штата или местном уровне за счет федерального финансирования, силами федерального правительства.

## Содержание закона
Преамбула закона:
«Объявить национальную политику, которая будет способствовать гармонии между человеком и окружающей средой; активизировать усилия, которые будут препятствовать или исключить ущерб окружающей среде и биосфере и обеспечивать здоровье и благополучие человека; развить понимание экологических систем и природных ресурсов, важных для нации; и создать Совет по качеству окружающей среды».
Закон содержит три раздела: в первом разделе описана национальная экологическая политики и определены цели; во втором, утверждены положения федеральных структур для реализации этой политики и целей; а третий образовывает Совет по качеству окружающей среды при президенте в Администрации Президента.
Цель закона — обеспечить, чтобы экологические факторы имели одинаковый вес по сравнению с другими факторами в процессе принятия решений, осуществляемой федеральными учреждениями и для создания национальной экологической политики.
Закон охватывает широкий спектр деятельности Федерального агентства, но закон не применяется к действиям государства, где существует полное отсутствие федеральных влияния или финансирования.

## Внешние ссылки
- Законы по экологической политике в США в Викитеке
- Совет по качеству окружающей среды США - NEPAnet ресурс страницы
- Министерство энергетики США - Office of NEPA Policy and Compliance
- Федеральное Управление автомобильных дорог США - NEPA Documentation
- Article on NEPA в HistoryLink
- Национальный Институт Охраны
- Закон о национальной политике в области окружающей среды - полный текст на английском языке